# Achstetten
Achstetten è un comune tedesco di 5 120 abitanti situato nel land del Baden-Württemberg.